# La vie est un jeu
Pour plus de détails, voir Fiche technique et Distribution.
La vie est un jeu est un film français réalisé par Raymond Leboursier en 1951.

## Résumé
Evanella, qui tient la rubrique « Horoscope » d'un grand journal, et son frère Méristo, créent avec l'aide d'un jeune journaliste, Jean Lassère et les capitaux de leur oncle Amédée, un « Bureau des Prédictions ». Le succès se faisant attendre, ils réussissent à obtenir des révélations sur une bande de gangsters qu'ils publient comme des prédictions. C'est le succès et la fortune. Jean épouse la fille du directeur du journal et Evanella le directeur lui-même.

## Fiche technique
- Réalisation : Raymond Leboursier
- Scénario : Raymond Leboursier
- Adaptation : Raymond Leboursier, Jean Halain
- Dialogue : Jean Halain
- Photographie : Raymond Clunie, assisté de Maurice Fellous
- Musique : Jean Marion
- Montage : Yannick Chabanian
- Son : Robert Teisseire
- Tournage du 7 juin au 15 juillet 1950
- Production : Sidéral Films (France)
- Distribution : Sirius
- Format : Noir et blanc — 35 mm — 1,37:1 — Son mono
- Durée : 82 min
- Genre : Comédie
- Première présentation :
  -  France - 13 juin 1951

## Distribution
- Henri Rellys : Méristo, le frère d'Evanella, journaliste
- Jacqueline Delubac : Evanella, la sœur de Méristo, journaliste
- Jimmy Gaillard : Jean Lassère, le jeune journaliste
- Félix Oudart : Amédée, l'oncle de Méristo et Evanella
- Jean Martinelli : Le directeur de "Toute la vérité"
- Gisèle François : La fille du directeur
- Robert Vattier
- Gisèle Gray
- André Bervil
- Jacques Dynam
- Jacques Meyran
- Félix Paquet
- Andrée Servilange
- Jean Daurand
- Philippe Janvier
- Joe Breitbard
- Marcel Perès
- Jacqueline Cantrelle
- Henri Hennery
- Harry Max
- Jean-Pierre Lorrain
- René Pascal
- Édouard Rousseau
- Jacques Angelvin
- Jean Sylvain
- Mercédès Brare
- Paul Demange : le guide
- Louis de Funès : Un voleur